# Teste de Tollens

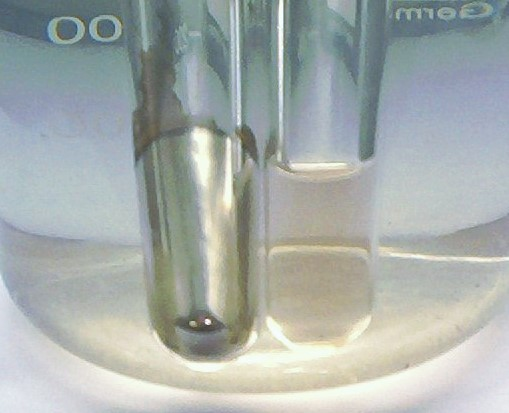
teste de Tollens para aldeído: positivo à esquerda e negativo à direita

O teste de Tollens serve diferenciar aldeídos de cetonas e diferencia os açúcares redutores. O nitrato de prata adicionado reage com o hidróxido de amônio e precipita hidróxido de prata. A adição de mais de hidróxido de amônio dissolve o precipitado pela formação do íon complexo diamin prata.
AgNO3 + NH4 OH → AgOH ↓ + NH4 NO3
AgOH + 2NH4 OH → [Ag(NH3 ) 2 ]OH + 2H2 O
Este complexo atua como redutor para aldeídos, que por sua vez são oxidados a ácido carboxílico/ carboxilato. A prata metálica, sob condições de repouso e pH adequados, se deposita nas paredes do tubo de ensaio e forma um espelho de prata. Caso o pH não esteja básico o suficiente ou o sistema for agitado, pode-se formar apenas um precipitado cinza, que também caracteriza a presença de açúcares redutores. 
Adicione 0,01 g ou 0,1 mL de amostra e adicione 1 mL do reagente de Tollens recentemente preparado (veja preparação a seguir) em um tubo de ensaio bem limpo. Coloque o tubo em um banho de água aquecido durante 2 minutos. A positividade do teste é dada pela formação de um espelho de prata nas paredes do tubo ou pela formação de um precipitado escuro.

Reagente de Tollens: em um tubo de ensaio colocar 2 mL de uma solução de AgNO3 5% e adicionar 1 gota de uma solução diluída de NaOH 10%. Juntar gota a gota uma solução de NH4 OH 2%, agitando até o total desaparecimento do precipitado de óxido de prata.
Evite o excesso de hidróxido de amônio. O reagente de Tollens não deve ser armazenado porque se decompõe, precipitando uma substância explosiva. Anote suas observações sobre a formação de produtos, tempo de reação e aparência do produto.